# Renouveau littéraire irlandais
Le renouveau littéraire irlandais (également appelé Renaissance littéraire irlandaise, surnommé Crépuscule celtique) est un mouvement littéraire irlandais apparaissant à la fin du XIXe siècle. Le poète et dramaturge irlandais William Butler Yeats est considéré comme un acteur essentiel de ce renouveau.

## Précurseurs
Ce mouvement littéraire est alimenté par le regain d'intérêt pour l'héritage gaélique de l'Irlande ainsi que par la croissance du nationalisme irlandais à partir du milieu du XIXe siècle. Des œuvres littéraires d'auteurs irlandais tels que James Clarence Mangan, George Sigerson et Samuel Ferguson ou encore l'ouvrage History of Ireland: Heroic Period de Standish James O'Grady, ont contribué fortement à la construction d'une conscience sociale irlandaise. Outre les écrivains, plusieurs acteurs culturels favoriseront l'essor du mouvement : les antiquaires et les collectionneurs de musique tels que George Petrie et les frères Joyce, des éditeurs tels que Matthew Russell de l'Irish Monthly, des érudits tels que John O'Donovan et Eugene O'Curry, ainsi que des nationalistes tels que Charles Kickham et John O'Leary. En 1882, avec l'aide de Douglas Hyde et de David Comyn, la Gaelic Union crée le Gaelic Journal (Irisleabhar na Gaedhilge), le premier périodique bilingue publié en gaélique irlandais et anglais.

## Développements
Les débuts du renouveau littéraire irlandais émanent principalement des sociétés littéraires de Dublin et de Londres. L'auteur irlandais William Butler Yeats fréquente assidument ces deux villes. En 1888, il publie Fairy and Folk Tales of the Irish Peasantry, une compilation de contes folkloriques irlandais de divers auteurs des XVIIIe et XIXe siècles. Il avait alors été aidé par Douglas Hyde. Celui-ci publie également un recueil de folklore en gaélique irlandais, Beside the Fire, en 1890. Dès 1892, à Londres, avec l'aide de l'auteur irlandais Thomas William Hazen Rolleston et du journaliste irlandais Charles Gavan Duffy, Yeats crée l'Irish Literary Society. De retour à Dublin, il fonde la même année la National Literary Society, dont Douglas Hyde est le premier président. Pendant ce temps, les nationalistes Arthur Griffith et William Rooney étaient actifs au sein de l'Irish Fireside Club. Ils ont par la suite fondé la Leinster Literary Society.